# Culture Tiki
Pour les articles homonymes, voir Tiki (homonymie).

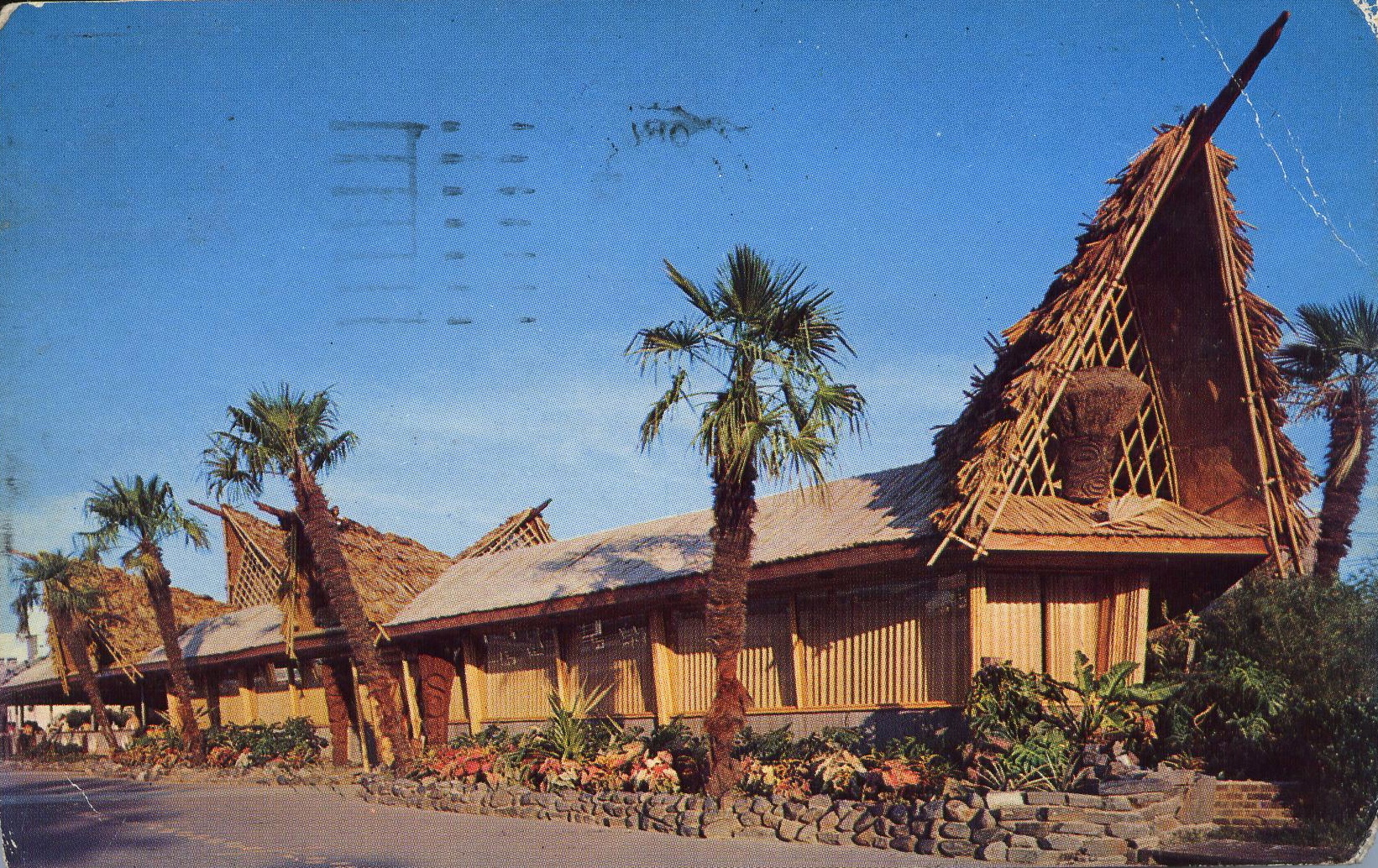
« The Bali Ha'i », un restaurant reprenant le thème Tiki à La Nouvelle-Orléans, dans les années 1950.

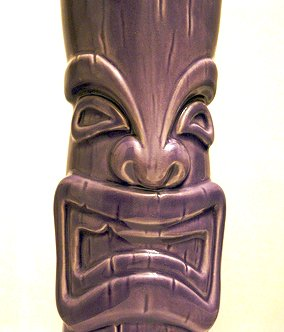
Un mug en forme de tiki.

La culture Tiki est un thème artistique et décoratif s'inspirant de la culture polynésienne né aux États-Unis et à la mode entre les années 1920 et 1960. Son nom provient de la sculpture dite « tiki ».

## Histoire
Le développement de la culture Tiki a lieu dans un contexte d'émergence d'une culture de masse (industrie culturelle, publicité, etc.), alors que l'archipel d'Hawaï a été annexé aux États-Unis au début du siècle (territoire d'Hawaï).
Dès les années 1920 aux États-Unis, les musiques commencent à s'inspirer de la culture pacifique ; à cette époque, un quart de la production musicale américaine était en effet classée dans la catégorie « hawaïenne ». 1200 écoles sont même ouvertes dans le pays afin d'apprendre à jouer de la guitare hawaïenne. La raison de ce succès est le « fantasme d'un paradis à portée de main » dans une Amérique marquée par le puritanisme : sont mis en avant les vahinés aux seins nus, sexuellement suggestives pour les hommes, et les danseurs de feu samoans pour les femmes. La culture Tiki devient dès lors un objet publicitaire qui connaît son apogée dans les années 1950, utilisant comme mascotte la sculpture stylisée du tiki, une divinité chargée des âmes des ancêtres et représentée sous forme de sculpture comme un farceur : ces objets ornent alors de nombreux bars, restaurants et motels, témoignant d'un « design nouveau, à la fois moderne et primitif, […] synonyme d'un environnement plaisant et relaxant destiné aux aspirants à la vie insulaire ».
Le cinéma américain s'empare rapidement du thème : en 1928 sort Ombres blanches, adapté du best-seller White Shadows in the South Seas, narrant les aventures de l'auteur dans le Pacifique. En 1935 c'est le tour des Révoltés du Bounty, qui raconte la mutinerie d'un équipage européen contre son capitaine à Tahiti ; l'acteur Clark Gable, qui joue dans le long-métrage, s'associe alors avec sa doublure pour transformer les décors du film en bar à thème, faisant ainsi débuter le succès de ce type d'établissements où l'on sert des cocktails exotiques dans des noix de coco. En 1937, The Hurricane met en scène une tragique histoire d'amour entre deux indigènes ; le réalisateur utilise des effets spéciaux saisissants pour reconstituer une tempête, tellement qu'il inspire les propriétaires de boîte de nuit à New York et Los Angeles, qui y importent à leur tour des éléments de la culture Tiki, comme des meubles en bambou, des fresques photographiques présentant des couchers de soleil ainsi que des simulateurs d'orage et de pluie tropicale.
En 1947, l'anthropologue norvégien Thor Heyerdahl effectue sur un radeau (le Kon-Tiki) le trajet maritime entre le Pérou et les îles Marquises, donnant lieu à un livre puis à un documentaire (L'Expédition du Kon-Tiki), couronné de l'Oscar du meilleur documentaire en 1952.
Lors de la Seconde Guerre mondiale, où les États-Unis sont opposés au Japon, ce thème n'est pas passé de mode et après guerre rencontre toujours un immense succès, notamment lors du remake en 1962 des Révoltés du Bounty, à l'issue duquel l'acteur Marlon Brando épouse sa partenaire tahitienne Tarita et achète l'atoll de Tetiaroa près de Tahiti pour y vivre. Les années 1970 voient cependant le déclin de la culture Tiki, « les enfants des seventies psychédéliques préférant les paradis artificiels aux paradis terrestres ». Elle a depuis pris un caractère kitsch,,.

## Galerie

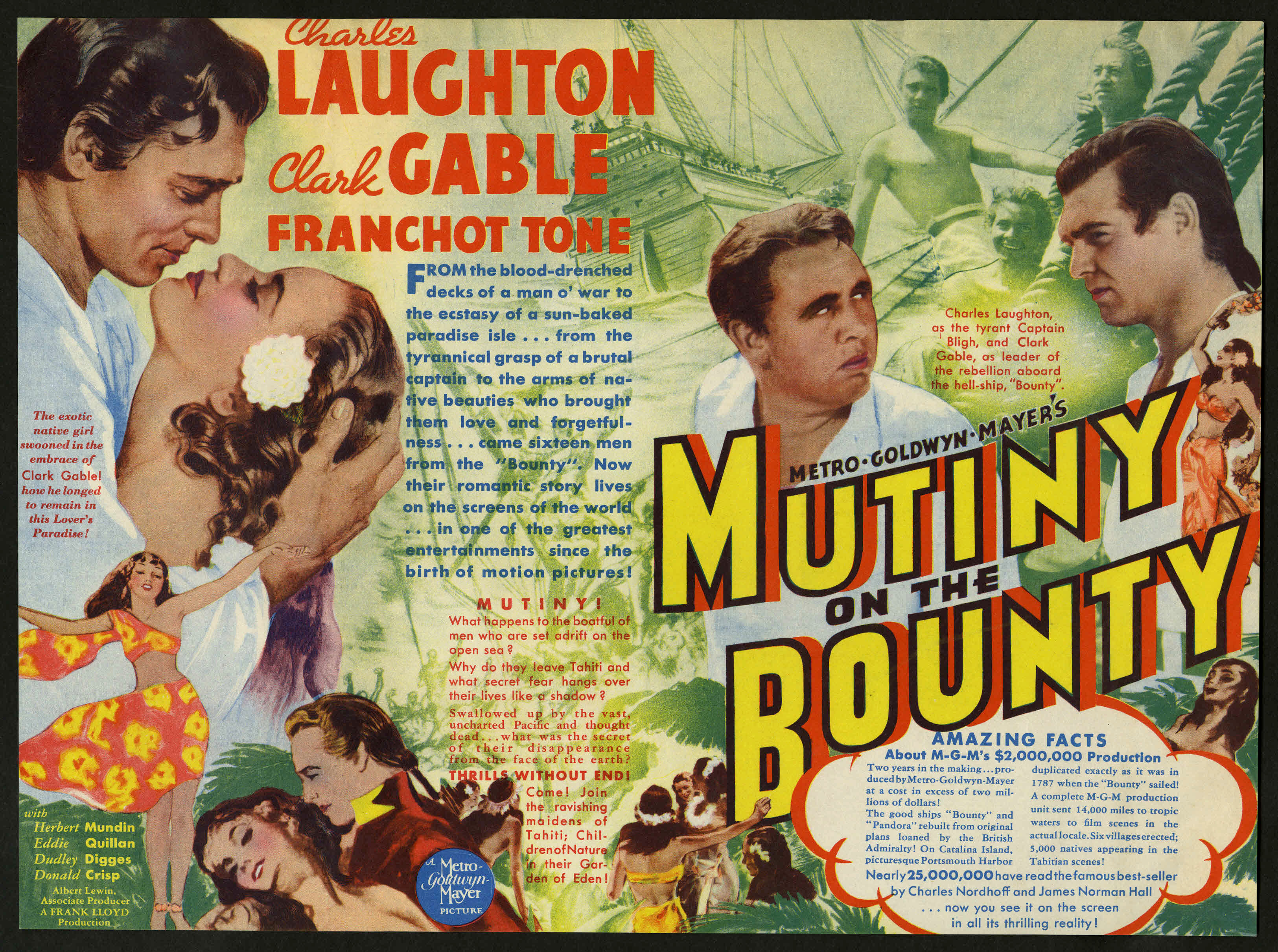
Affiche du film Les Révoltés du Bounty (1935).
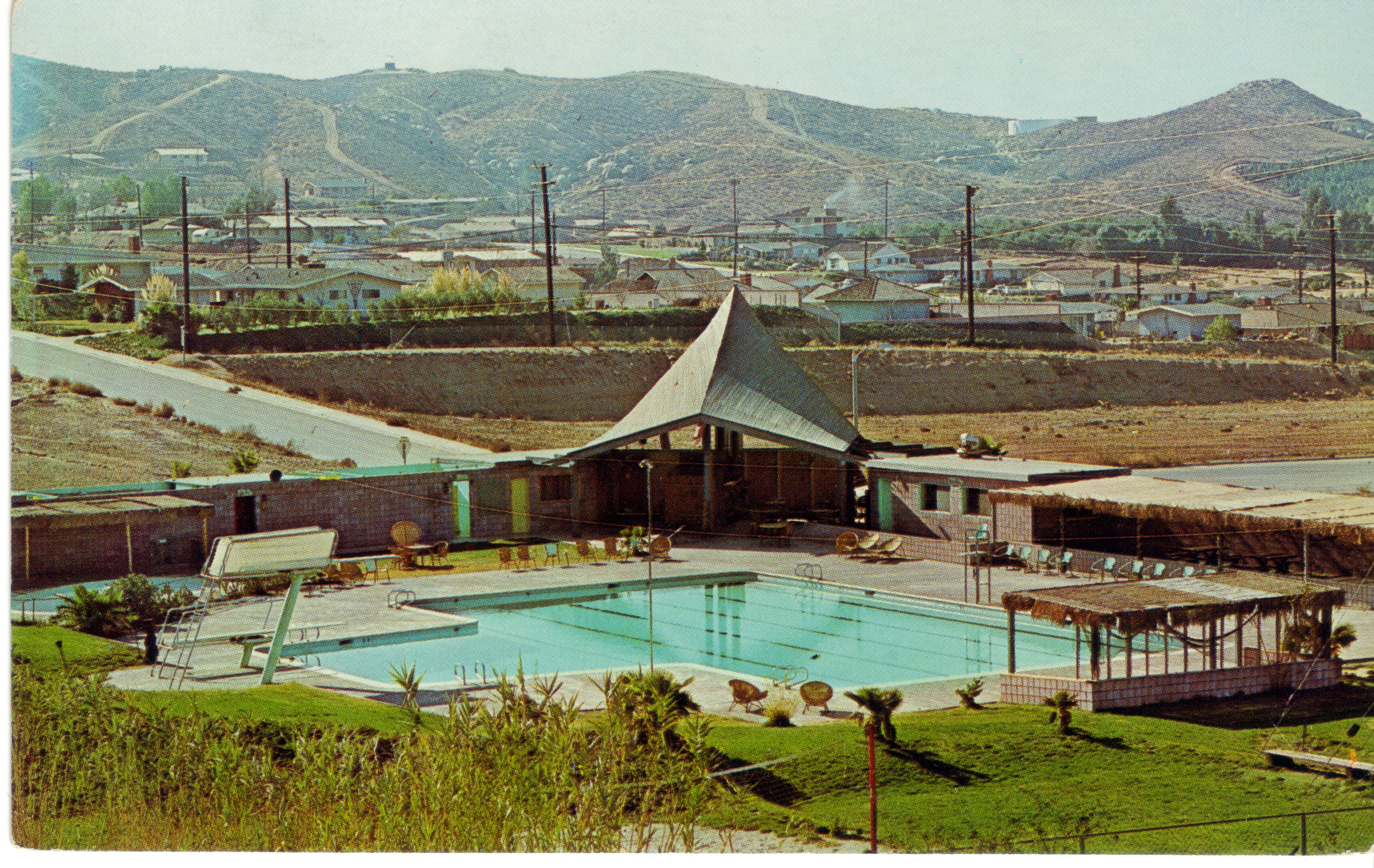
Une piscine publique à Riverside (Californie), dans les années 1960.
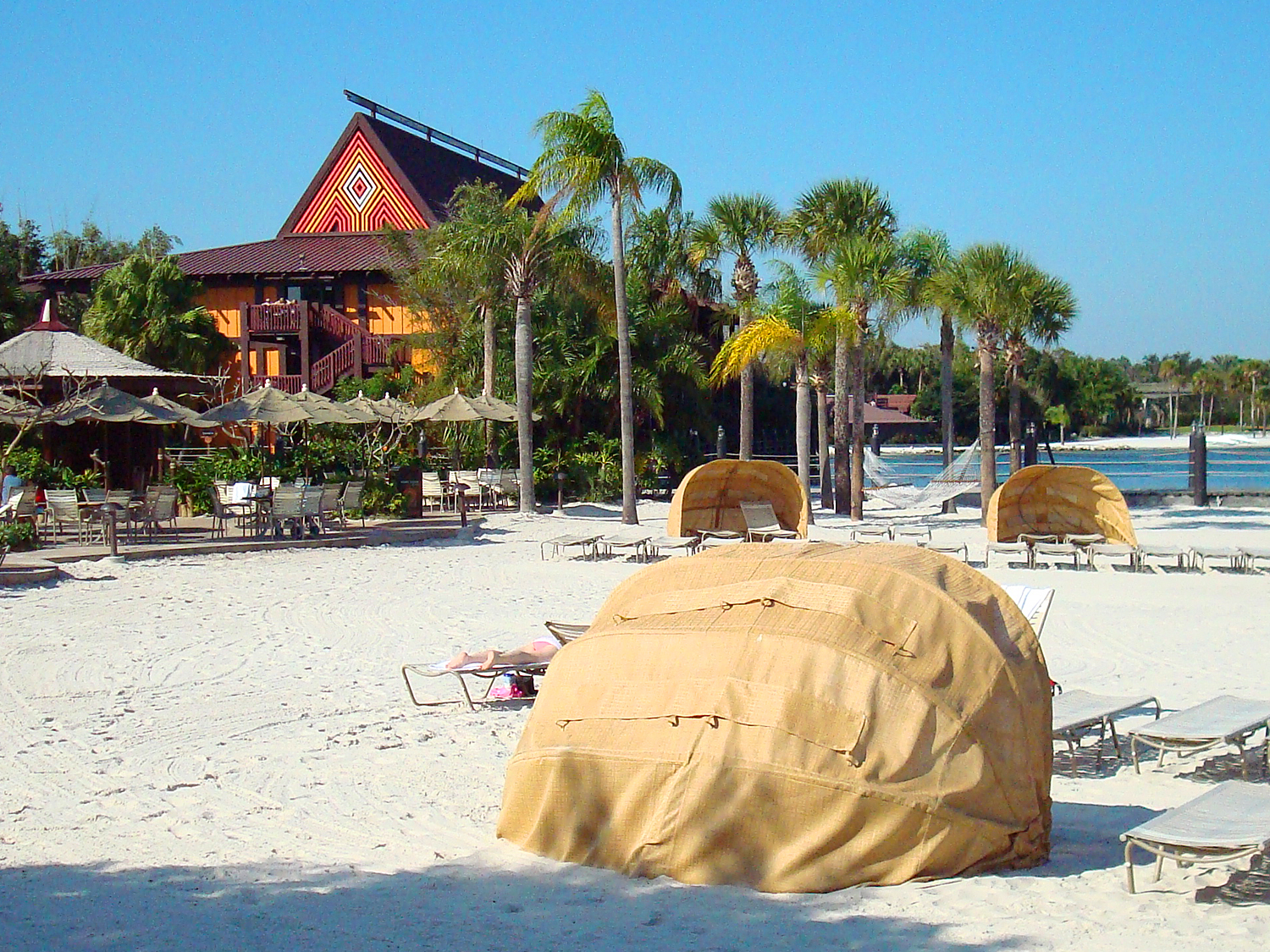
La « Tuvalu Beach » au complexe de loisir Walt Disney World Resort situé en Floride.
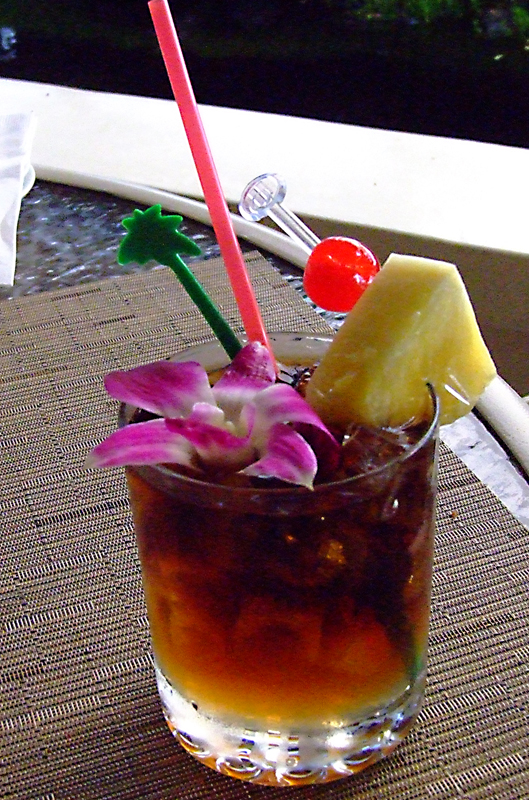
Le Mai Tai est un exemple de culture Tiki.
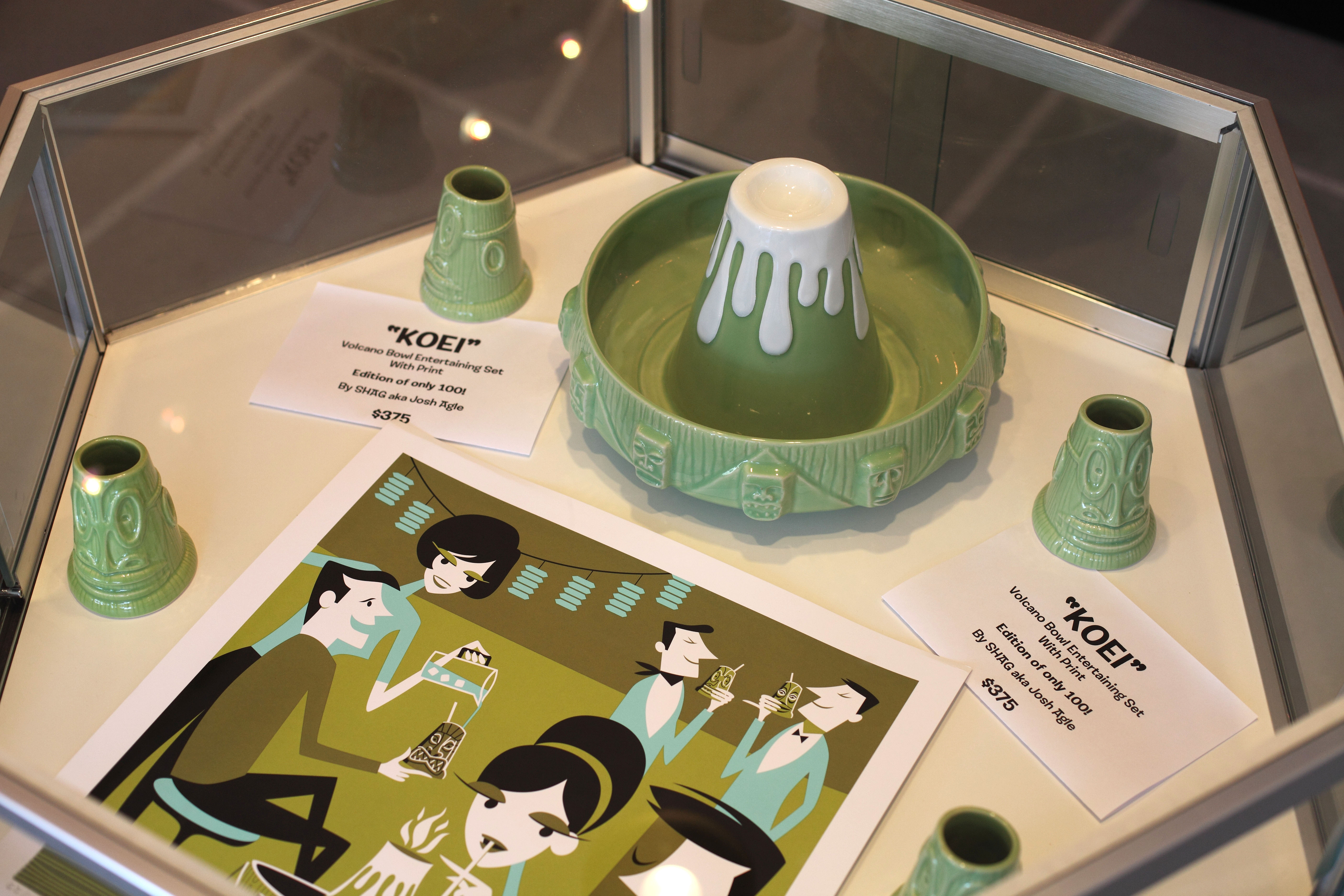
Bol volcan servant au service de cocktails.

## Exposition
Une exposition est consacrée à la culture Tiki au musée du quai Branly à Paris (France), en 2014, rassemblant plus de 400 objets (extraits de films, publicités, livres, décors ou encore vêtements) principalement issus de collections américaines privées,.

## Institutions

### Québec
- Jardin Tiki, ancien restaurant (Montréal)
- Hôtel-Motel Coconut, institution hôtelière et bar (Trois-Rivières)

### Lieux multiples
- Enchanted Tiki Room, attraction de Disney reprise dans différentes versions sur différents sites (Californie, Floride, Japon)